# ابونکور-ژزنکور
اَبُنکور-ژِزَنکور (به فرانسوی: Aboncourt-Gesincourt) یک کمون در فرانسه است که در Canton of Combeaufontaine واقع شده‌است.

## خصوصیات
ابونکور-ژزنکور ۱۰٫۶۸ کیلومترمربع مساحت و ۲۴۹ نفر جمعیت دارد.